# 林静香
林 静香（はやし しずか）は、日本の女性アニメーター・キャラクターデザイナーである。

## 来歴・人物
じゃんぐるじむ出身、現在フリーランス。
クレヨンしんちゃんの作画作業を中心にテレビアニメ・劇場版問わず参加している。
1990年代に同業者の高倉佳彦と結婚し、戸籍上の姓は「高倉」になっているが、『キョロちゃん』などの一部の作品を除き、基本的に旧姓の「林」名義でクレジットされる。

## 参加作品

### テレビアニメ
| 放映年 | タイトル                             | 役職                                  |
| ------ | ------------------------------------ | ------------------------------------- |
| 1982年 | フクちゃん                           | 作画                                  |
| 1983年 | まんが日本史                         | 動画・原画                            |
| 1985年 | 魔法のスターマジカルエミ             | 原画                                  |
| 1987年 | エスパー魔美                         | 原画                                  |
| 1989年 | チンプイ                             | 原画                                  |
| 1992年 | クレヨンしんちゃん                   | 作画監督・原画 / OP・ED作画監督・原画 |
| 1996年 | 赤ちゃんと僕                         | 原画                                  |
| 1997年 | 忍ペンまん丸                         | OP原画                                |
| 1998年 | おじゃる丸                           | 作画監督・原画                        |
| 1999年 | キョロちゃん                         | キャラクターデザイン・作画監督・原画  |
| 2001年 | ジャングルはいつもハレのちグゥ       | 原画 / OP原画                         |
| 2002年 | あたしンち                           | 原画                                  |
| 2007年 | 毎日かあさん                         | OP原画                                |
| 2010年 | スティッチ！〜ずっと最高のトモダチ〜 | OP・ED作画                            |
| 2010年 | SHIN-MEN                             | 原画                                  |
| 2013年 | NINJAハットリくんリターンズ          | レイアウト                            |
| 2014年 | デュエル・マスターズ VS              | OP・ED作画                            |

### 劇場アニメ
| 上映年 | タイトル                                                  | 役職                                |
| ------ | --------------------------------------------------------- | ----------------------------------- |
| 1981年 | 怪物くん 怪物ランドへの招待                               | 動画                                |
| 1989年 | ドラミちゃん ミニドラSOS!!!                               | 原画                                |
| 1990年 | チンプイ エリさま活動大写真                               | 原画                                |
| 1991年 | ドラミちゃん アララ・少年山賊団!                          | 原画                                |
| 1992年 | 21エモン 宇宙いけ!裸足のプリンセス                        | 原画                                |
| 1993年 | ドラミちゃん ハロー恐竜キッズ!!                           | 原画                                |
| 1993年 | クレヨンしんちゃん アクション仮面VSハイグレ魔王           | 原画                                |
| 1994年 | ドラミちゃん 青いストローハット                           | 原画                                |
| 1994年 | クレヨンしんちゃん ブリブリ王国の秘宝                     | 原画                                |
| 1995年 | 2112年 ドラえもん誕生                                     | 原画 / ED作画監督・原画             |
| 1995年 | クレヨンしんちゃん 雲黒斎の野望                           | 原画                                |
| 1996年 | ドラミ&ドラえもんズ ロボット学校七不思議!?                | 原画                                |
| 1996年 | クレヨンしんちゃん ヘンダーランドの大冒険                 | 原画                                |
| 1997年 | ザ☆ドラえもんズ 怪盗ドラパン謎の挑戦状!                   | 原画                                |
| 1997年 | クレヨンしんちゃん 暗黒タマタマ大追跡                     | 原画                                |
| 1998年 | ザ☆ドラえもんズ ムシムシぴょんぴょん大作戦!               | 原画                                |
| 1998年 | クレヨンしんちゃん 電撃!ブタのヒヅメ大作戦                | 原画                                |
| 1999年 | ザ☆ドラえもんズ おかしなお菓子なオカシナナ?               | 原画                                |
| 1999年 | クレヨンしんちゃん 爆発!温泉わくわく大決戦                | 原画                                |
| 2001年 | ドラミ&ドラえもんズ 宇宙ランド危機イッパツ!               | 原画                                |
| 2001年 | クレヨンしんちゃん 嵐を呼ぶ モーレツ!オトナ帝国の逆襲     | 原画                                |
| 2002年 | クレヨンしんちゃん 嵐を呼ぶ アッパレ!戦国大合戦           | 原画                                |
| 2003年 | クレヨンしんちゃん 嵐を呼ぶ 栄光のヤキニクロード          | 原画                                |
| 2004年 | ドラえもんアニバーサリー25                                | 原画                                |
| 2004年 | クレヨンしんちゃん 嵐を呼ぶ!夕陽のカスカベボーイズ        | 原画                                |
| 2005年 | クレヨンしんちゃん 伝説を呼ぶブリブリ 3分ポッキリ大進撃   | 原画                                |
| 2005年 | あらしのよるに                                            | 原画                                |
| 2006年 | 映画ドラえもん のび太の恐竜2006                           | 原画                                |
| 2007年 | 映画ドラえもん のび太の新魔界大冒険 〜7人の魔法使い〜     | 原画                                |
| 2007年 | クレヨンしんちゃん 嵐を呼ぶ 歌うケツだけ爆弾!             | 原画                                |
| 2007年 | 河童のクゥと夏休み                                        | 原画                                |
| 2008年 | 映画ドラえもん のび太と緑の巨人伝                         | 原画                                |
| 2008年 | クレヨンしんちゃん ちょー嵐を呼ぶ 金矛の勇者              | キャラクターデザイン・原画 / ED作画 |
| 2009年 | クレヨンしんちゃん オタケベ!カスカベ野生王国              | 原画                                |
| 2010年 | クレヨンしんちゃん 超時空!嵐を呼ぶオラの花嫁              | 原画                                |
| 2011年 | クレヨンしんちゃん 嵐を呼ぶ黄金のスパイ大作戦             | 原画                                |
| 2012年 | クレヨンしんちゃん 嵐を呼ぶ!オラと宇宙のプリンセス        | 原画 / ED作画                       |
| 2013年 | クレヨンしんちゃん バカうまっ!B級グルメサバイバル!!       | 原画                                |
| 2014年 | 映画ドラえもん 新・のび太の大魔境 〜ペコと5人の探検隊〜   | OP原画                              |
| 2014年 | クレヨンしんちゃん ガチンコ!逆襲のロボとーちゃん          | 原画                                |
| 2015年 | 映画ドラえもん のび太の宇宙英雄記                         | 原画                                |
| 2015年 | クレヨンしんちゃん オラの引越し物語 サボテン大襲撃        | 原画 / ED作画                       |
| 2016年 | クレヨンしんちゃん 爆睡!ユメミーワールド大突撃            | 原画 / ED作画                       |
| 2017年 | クレヨンしんちゃん 襲来!!宇宙人シリリ                     | 原画                                |
| 2018年 | クレヨンしんちゃん 爆盛!カンフーボーイズ～拉麺大乱～      | 原画                                |
| 2019年 | クレヨンしんちゃん 新婚旅行ハリケーン～失われたひろし～   | 原画                                |
| 2020年 | クレヨンしんちゃん 激突! ラクガキングダムとほぼ四人の勇者 | 原画                                |
| 2021年 | クレヨンしんちゃん 謎メキ!花の天カス学園                  | 原画                                |
| 2022年 | クレヨンしんちゃん もののけニンジャ珍風伝                 | 原画                                |

### webアニメ
| 放映年 | タイトル                                         | 役職           |
| ------ | ------------------------------------------------ | -------------- |
| 2016年 | クレヨンしんちゃん外伝 エイリアン vs. しんのすけ | 作画監督・原画 |
| 2020年 | SUPER SHIRO                                      | 作画監督・原画 |